# 小行星5436
小行星5436（英語：5436 Eumelos）是一颗围绕太阳公转的小行星。1990年2月20日，卡罗琳·舒梅克、尤金·舒梅克在帕洛马山发现了此天体。
这颗小行星的绝对星等为220.8806849134302等。小行星5436以希臘神話的人物歐墨洛斯命名。